# Saxifraga meeboldii
Saxifraga meeboldii är en stenbräckeväxtart som beskrevs av Adolf Engler och Irmsch.. Saxifraga meeboldii ingår i Bräckesläktet som ingår i familjen stenbräckeväxter. Inga underarter finns listade i Catalogue of Life.